# Wartezimmer zum Jenseits
Wartezimmer zum Jenseits ist ein deutscher Kriminalfilm, der Anfang 1964 unter der Regie von Alfred Vohrer entstand. Er basiert auf dem Roman Zahle oder stirb (Originaltitel: Mission To Siena) von James Hadley Chase. Die Uraufführung des in Ultrascope gedrehten Schwarzweißfilms fand am 23. April 1964 im Stuttgarter Gloria statt. Der bundesweite Kinostart erfolgte einen Tag später.

## Handlung
Der schwerreiche Sir Cyrus Bradley wird vom Verbrechersyndikat „Die Schildkröte“ erpresst. Der gelähmte Gangsterboss Alsconi, der in einer reich ausgestatteten Villa in Triest lebt, beauftragt seine Geliebte Laura Lorelli und seinen Vertrauten Crantor, für Bradleys Ermordung zu sorgen, falls dieser nicht zahlt. In London heuern sie den Messerwerfer Shapiro an, der Bradley tötet. Als Crantor auch den Studenten Don Micklem, der Erbe seines Onkels ist, beseitigen soll, warnt Laura ihn telefonisch, sodass der Anschlag misslingt. Alsconi erzählt sie, dass es dumm wäre, Don zu beseitigen, er sei schließlich der Erbe. Alsconi solle lieber versuchen sich von ihm zu holen, was Bradley ihm verweigert habe. Kurz darauf befindet sich Don nicht ganz freiwillig in den Händen Alsconis. Der Gangsterboss klärt den jungen Mann auf, dass Laura ihm bereits zum zweiten Mal das Leben gerettet habe. Alsconi kommt schnell zur Sache, er werde Don nur gegen ein Lösegeld von 500.000 DM freilassen. Der junge Student gibt ihm jedoch unverhohlen zu verstehen, dass er wahrscheinlich sowieso umgebracht werden solle, dann doch lieber ohne Lösegeld.
Laura überreicht Dons Freund und Vertrautem Harry Mason ein Schreiben, das eine Lösegeldforderung enthält und an Dons Tante gerichtet ist. Er habe dafür zu sorgen, dass keine Polizei eingeschaltet werde. Mason bleibt misstrauisch, woraufhin Laura ihm versichert, dass sie persönlich dafür einstehe, dass Don nach Übergabe des Geldes wirklich freigelassen werde.
Da Alsconi vom Verrat Lauras und einiger Bandenmitglieder Kenntnis bekommen hat, sorgt er dafür, dass diese, zusammen mit Don, in einem fensterlosen Raum landen, dessen Decke sich langsam nach unten senkt und die Menschen zu zerquetschen droht. Das führt zu dramatischen Umständen, in deren Verlauf die beiden mit eingesperrten Gangster sich gegenseitig töten. Im allerletzten Moment gelingt es Don, die Elektronik auszutricksen.
Inzwischen ist Mason in der Villa angekommen, aus der Alsconi mit Hilfe von Crantor gerade seinen Rückzug angetreten hat. Am Bootssteg kommt es dann jedoch auch zwischen diesen beiden zu einer Kampfansage, die darin mündet, dass Crantor Alsconi samt Rollstuhl ins Wasser stößt. Don und Laura, die durch die Hilfe Masons inzwischen frei sind, kommen zum Bootssteg, wo Don Crantor in Notwehr erschießt. Laura hat inzwischen das mit Gold beladene Schiff bestiegen und bittet Don, die Leinen zu lösen, dann seien sie quitt. Mit einem Lächeln auf den Lippen kommt er ihrer Bitte nach.

## Produktion und Hintergrund
James Hadley Chases Roman  (Ullstein Buch Nr. 882) sollte ursprünglich den Titel Die Schlangengrube des Dr. Mabuse erhalten. Nacheinander versuchten sich die Drehbuchautoren Georg Hurdalek, Will Tremper und Harald G. Petersson vergeblich an dem Stoff, bis das unter Zeitdruck entstandene Drehbuch des Autorenehepaares Keindorff/Sibelius akzeptiert wurde. Auch der vorgesehene Regisseur Robert Siodmak musste ersetzt werden. Der Arbeitstitel des Films war Zahl oder stirb.
Der Film wurde im Studio Hamburg der Real-Film vom 27. Januar bis zum 8. März 1964 gedreht und von der Rialto Film Preben Philipsen produziert. Die Produktionskosten betrugen 1,5 Millionen DM. Die Innenaufnahmen entstanden in den Real-Film-Studios in Hamburg-Wandsbek, die Außenaufnahmen in London, Triest und der Umgebung von Schloss Miramare.  Die Bauten stammten von Mathias Matthies und Ellen Schmidt, die Kostüme von Irms Pauli. Den Ton besorgte Werner Schlagge. Wolfgang Kühnlenz hatte die Produktionsleitung. Wartezimmer zum Jenseits war der letzte Kinospielfilm des Kameraveterans Bruno Mondi. Uraufgeführt wurde der Film am 23. April 1964 im „Gloria“ in Stuttgart.
Das Publikumsinteresse an Wartezimmer zum Jenseits war gering. Die bereits angekündigte zweite Chase-Verfilmung Dumme sterben nicht aus wurde darum fallengelassen. Ab 1986 versuchte die Rialto, noch immer in Besitz der Produktionsrechte, wiederholt eine Verfilmung des Stoffes, was erst 1998 unter Regisseur Volker Schlöndorff gelang. Der in Co-Produktion mit amerikanischen Firmen entstandene Film kam im Frühjahr 1999 unter dem Titel Palmetto – Dumme sterben nicht aus in die Kinos.
DVD
Wartezimmer zum Jenseits ist am 13. Dezember 2004 von Universum Film auf DVD herausgegeben worden.

## Kritik
Lexikon des internationalen Films: „Ein überdrehter und kaltschnäuziger Kriminalfilm in der Tradition der in den 60er Jahren populären Edgar-Wallace-Krimis.“